# Rosendo Fernández Rodríguez
Rosendo Fernández Rodríguez  (Antequera, 24 de septiembre de 1840-Cortegana, Huelva, 8 de diciembre de 1909) fue un pintor español.

## Trayectoria
Su formación artística la realizó en la Escuela de Bellas Artes de Sevilla, bajo la dirección de Eduardo Cano. Participó con éxito en la Exposición Nacional de Bellas Artes de 1864, donde obtuvo mención honorífica por su obra La resignación, también en la de Sevilla de 1867 en la que presentó los dos lienzos titulados Un preso y Una joven con un canasto de flores.
Se especializó en la reproducción pictórica de monumentos y obras de arte, como en Portada del Convento de Santa Paula en Sevilla que obtuvo mención honorífica en la Exposición Nacional de Bellas Artes de 1866, o las reproducciones al óleo de paneles de azulejos del ceramista italiano Niculoso Pisano que se encuentran en la Real Academia de la Historia y en el Museo de Bellas Artes de Sevilla, así como la copia del Pendón de Fernando III el Santo conservado en el ayuntamiento de Sevilla, pintada por encargo de la Junta Iconográfica Nacional (Museo del Prado).
En la Exposición general de Bellas Artes obtuvo la segunda medalla en la sección de Arte decorativo con la reproducción del altar de los Reyes Cátolicos (Sevilla) por Real orden del 20.5.1901.
También practicó el retrato y la pintura sobre piezas de cerámica fabricadas en Triana o en la empresa que poseía el marqués de Pickman en el antiguo monasterio de La Cartuja de Sevilla.